# Muru (socken i Kina)
Muru (kinesiska: 木茹乡, 木茹) är en socken i Kina. Den ligger i provinsen Sichuan, i den sydvästra delen av landet, omkring 280 kilometer väster om provinshuvudstaden Chengdu. Antalet invånare är 1 103. Befolkningen består av 548 kvinnor och 555 män. Barn under 15 år utgör 23,0 %, vuxna 15-64 år 69 %, och äldre över 65 år 6,0 %.
Genomsnittlig årsnederbörd är 1 138 millimeter. Den regnigaste månaden är juni, med i genomsnitt 253 mm nederbörd, och den torraste är december, med 5 mm nederbörd.